# Ferland Mendy
Pour les articles homonymes, voir Mendy.
Ferland Mendy, né le 8 juin 1995 à Meulan (Yvelines), est un footballeur international français qui évolue au poste d'arrière gauche au Real Madrid.
Formé au Havre AC, où il découvre la Ligue 2, c'est avec l'Olympique lyonnais qu'il découvre l'élite pendant deux saisons avant de rejoindre le Real Madrid. Avec le club espagnol, il remporte une dizaine de titre dont notamment deux Ligues des Champions et trois championnat d'Espagne.
Appelé en équipe de France depuis 2018, il participe notamment à l'Euro 2024.

## Biographie

### Formation parisienne
Ferland Sinna Mendy commence le football dans la ville d'Ecquevilly  (Yvelines) en 2002. Il part en 2004 dans les équipes de jeunes recruté par Yves Gergaud responsable du Paris Saint-Germain. En 2008, il intègre le centre de préformation mais une blessure à la hanche l'écarte des terrains pendant sept mois ce qui l'empêche d'intégrer le centre de formation. Il se remet en jambes dans les équipes réserves du club jusqu'en 2012 où il décide de quitter le club pour rebondir. 
Arrivé au club du FC Mantois 78 en 2012 afin d'avoir plus de visibilité, Ferland Mendy joue toute la saison avec les moins de 19 ans en Division d'honneur. Il effectue également une semaine d'entraînement à l'En avant Guingamp (Côtes-d'Armor) et au Havre (Seine-Maritime).

### Le Havre AC
Il s'engage avec le club normand en juin 2013 convaincu par la qualité de formation. Il fait ses gammes avec l'équipe réserve dans le Championnat France Amateur 2 sous les ordres de Johann Louvel.
Le 24 avril 2015, il se dévoile au grand jour. Après avoir tranquillement gravi les échelons en équipe réserve, il est titularisé par Thierry Goudet à la suite d'une suspension de Jérôme Mombris face au Football Club Sochaux-Montbéliard. 
La saison suivante (2015-2016) il joue 12 matchs, suffisant pour que Bob Bradley lui laisse les commandes pour la saison suivante.
À la suite du départ de Mombris laissé libre par le club à l'été 2016, Ferland Mendy prend les rênes du côté gauche de la défense havraise. Ses qualités offensives se font remarquer. En effet, il ponctue ses prestations de centres et de passes de qualité, distillant cinq passes décisives et inscrivant deux buts. Ses remontées de balles, ses dribbles et ses centres font de lui le latéral gauche de l'équipe type du Championnat de France de football de Ligue 2 de la saison 2016-2017.
Suivi par de nombreux clubs dont le Paris Saint-Germain, l'Atlético de Madrid et Everton, il décide de quitter le club mais préfère rester en France et goûter à la Ligue 1.

### Olympique lyonnais
Le 29 juin 2017, il s'engage avec l'Olympique lyonnais pour cinq années. Il choisit le numéro 22. Le transfert s'élève à cinq millions d'euros, plus un million de bonus.
Il manque le début du championnat à cause d'une blessure à la cheville lors d'un match de pré-saison face à l'Inter Milan. Mais il fait un retour remarqué dans l'équipe. Titularisé face à Nantes lors d'un match nul et vierge, il ne quitte plus que rarement le onze de Bruno Génésio. Et ses qualités offensives font fureur. Face au Dijon FCO, lors d'un nul 3-3, il frappe sur le poteau, ce qui permet à Nabil Fekir de marquer. À Angers, une de ses frappes repoussées par le gardien permet à Memphis Depay d'inscrire le but du 3-1 (score final 3-3). Et le 13 octobre, contre le champion de France en titre, l'AS Monaco, il délivre une passe décisive à Nabil Fekir encore, permettant à ce dernier d'ouvrir le score. Le match verra la victoire des Gones 3-2.
Ses excellentes prestations attirent l’œil de Didier Deschamps, sélectionneur des Bleus, qui lui offre une pré-convocation à la fin du mois d'octobre 2017, mais il ne figure pas dans la liste finale. Au cours de la deuxième moitié de saison, du fait de ses bonnes performances mais aussi d'une légère altercation entre Fernando Marçal et Bruno Génésio, il devient un titulaire inamovible de l'effectif. Il réalise notamment deux passes décisives (pour Maxwel Cornet et Bertrand Traoré) contre l'ESTAC Troyes. Ses performances de haut vol lui permettent d'être élu meilleur latéral gauche de Ligue 1 par ses pairs aux Trophées UNFP.
Il commence la saison 2018-2019 comme titulaire pour la réception d'Amiens (victoire 2-0).
Auteur d'une très bonne première partie de saison avec son club notamment en Ligue des champions et de début prometteurs en équipe nationale, il est notamment annoncé comme suivi par plusieurs grands clubs européens.

### Real Madrid
Le 12 juin 2019, Ferland Mendy s'engage pour le Real Madrid CF. L'international français paraphe un contrat de six ans avec le club de la capitale espagnole. Le coût du transfert s'élève à 48 M€ + 5 M€ de bonus,. Il est notamment apprécié pour sa présence lors des phases défensives, ce qui a facilité son adaptation dans l'effectif merengue. Les observateurs remarquent qu'il soulage énormément Sergio Ramos, qui devait couvrir sa zone ainsi que celle du latéral brésilien Marcelo, lorsque ce dernier était titulaire indiscutable au Real Madrid. Ainsi, le rendement défensif du capitaine espagnol est plus efficace lorsque Mendy est aligné à sa gauche. 
En témoigne ce résultat stupéfiant pour le club merengue, lors de la saison 2019-2020, le Real Madrid devenant la meilleure défense du championnat espagnol. Il marque son premier but sous les couleurs madrilène le 13 juillet 2020.
Le jeudi 25 février 2021, Mendy s'illustre en marquant son premier but en Ligue des Champions face à l'Atalanta Bergame, marquant le seul but de la rencontre et étant considéré comme l'artisan de ce succès en Italie, et étant le joueur ayant subi la faute de Remo Freuler qui lui a valu un carton rouge, et se démarque pendant ce match par sa fougue et la précision de ses passes.

### Sélection nationale
Ferland Mendy acquiert la nationalité française le 16 janvier 2007, par l'effet collectif attaché à la naturalisation de ses parents, tous deux nés au Sénégal. Il n'a jamais joué ni été convoqué en équipe de France de jeunes. 
Le 12 novembre 2018, il est convoqué pour la première fois en équipe de France par Didier Deschamps à la suite de la blessure de Benjamin Mendy et de Lucas Hernandez. Il connaît sa première sélection le 20 novembre 2018 contre l'Uruguay. Titulaire, il dispute l'intégralité de la rencontre et réalise une bonne partie. Il récolte la meilleure note côté français le lendemain dans le quotidien L’Équipe (7/10), ex æquo avec son coéquipier à Lyon Tanguy Ndombele. 
Le 21 mai 2019, Ferland Mendy est retenu dans la liste des appelés par le sélectionneur Didier Deschamps en vue du match amical contre la Bolivie et des rencontres des éliminatoires de l'Euro 2020 contre la Turquie et Andorre.
En mai 2024, il figure dans une liste de 25 joueurs appelés par Didier Deschamps pour l'Euro 2024. Entré en jeu en match de préparation contre le Canada (égalité 0-0), il figure parmi les 7 joueurs, avec Brice Samba, Alphonse Areola, Benjamin Pavard, Jonathan Clauss, Ibrahima Konaté et Warren Zaïre-Emery, qui n'ont pas joué une minute dans la compétition. La France est battue par l'Espagne en demi-finale (défaite 2-1). 

## Statistiques

### En club
| Saison                | Club                  | Championnat           | Championnat | Championnat | Championnat | Coupe nationale | Coupe nationale | Coupe nationale | Coupe de la Ligue | Coupe de la Ligue | Coupe de la Ligue | Supercoupe | Supercoupe | Supercoupe | Compétition(s) continentale(s) | Compétition(s) continentale(s) | Compétition(s) continentale(s) | Compétition(s) continentale(s) | Supercoupe UEFA | Supercoupe UEFA | Supercoupe UEFA | Total | Total | Total |
| Saison                | Club                  | Division              | M.          | B.          | P.d.        | M.              | B.              | P.d.            | M.                | B.                | P.d.              | M.         | B.         | P.d.       | Comp.                          | M.                             | B.                             | P.d.                           | M.              | B.              | P.d.            | M.    | B.    | P.d.  |
| 2013-2014             | Le Havre AC rés.      | CFA 2                 | 20          | 0           | 0           | -               | -               | -               | -                 | -                 | -                 | -          | -          | -          | -                              | -                              | -                              | -                              | -               | -               | -               | 20    | 0     | 0     |
| 2014-2015             | Le Havre AC rés.      | CFA 2                 | 23          | 0           | 0           | -               | -               | -               | -                 | -                 | -                 | -          | -          | -          | -                              | -                              | -                              | -                              | -               | -               | -               | 23    | 0     | 0     |
| 2015-2016             | Le Havre AC rés.      | CFA 2                 | 13          | 1           | 0           | -               | -               | -               | -                 | -                 | -                 | -          | -          | -          | -                              | -                              | -                              | -                              | -               | -               | -               | 13    | 1     | 0     |
| Sous-total            | Sous-total            | Sous-total            | 56          | 1           | 0           | -               | -               | -               | -                 | -                 | -                 | -          | -          | -          | -                              | -                              | -                              | -                              | -               | -               | -               | 56    | 1     | 0     |
| 2014-2015             | Le Havre AC           | Ligue 2               | 1           | 0           | 0           | -               | -               | -               | -                 | -                 | -                 | -          | -          | -          | -                              | -                              | -                              | -                              | -               | -               | -               | 1     | 0     | 0     |
| 2015-2016             | Le Havre AC           | Ligue 2               | 11          | 0           | 1           | 1               | 0               | 0               | 0                 | 0                 | 0                 | -          | -          | -          | -                              | -                              | -                              | -                              | -               | -               | -               | 12    | 0     | 1     |
| 2016-2017             | Le Havre AC           | Ligue 2               | 35          | 2           | 5           | 1               | 0               | 0               | 2                 | 0                 | 0                 | -          | -          | -          | -                              | -                              | -                              | -                              | -               | -               | -               | 38    | 2     | 5     |
| Sous-total            | Sous-total            | Sous-total            | 47          | 2           | 6           | 2               | 0               | 0               | 2                 | 0                 | 0                 | -          | -          | -          | -                              | -                              | -                              | -                              | -               | -               | -               | 51    | 2     | 6     |
| 2017-2018             | Olympique lyonnais    | Ligue 1               | 27          | 0           | 5           | 0               | 0               | 0               | 1                 | 0                 | 0                 | -          | -          | -          | C3                             | 7                              | 0                              | 0                              | -               | -               | -               | 35    | 0     | 5     |
| 2018-2019             | Olympique lyonnais    | Ligue 1               | 30          | 2           | 1           | 4               | 1               | 2               | 2                 | 0                 | 0                 | -          | -          | -          | C1                             | 8                              | 0                              | 1                              | -               | -               | -               | 44    | 3     | 4     |
| Sous-total            | Sous-total            | Sous-total            | 57          | 2           | 6           | 4               | 1               | 2               | 3                 | 0                 | 0                 | -          | -          | -          | -                              | 15                             | 0                              | 1                              | -               | -               | -               | 79    | 3     | 9     |
| 2019-2020             | Real Madrid           | Liga                  | 25          | 1           | 2           | 0               | 0               | 0               | -                 | -                 | -                 | 2          | 0          | 0          | C1                             | 5                              | 0                              | 0                              | -               | -               | -               | 32    | 1     | 2     |
| 2020-2021             | Real Madrid           | Liga                  | 26          | 1           | 0           | 0               | 0               | 0               | -                 | -                 | -                 | 1          | 0          | 0          | C1                             | 11                             | 1                              | 0                              | -               | -               | -               | 38    | 2     | 0     |
| 2021-2022             | Real Madrid           | Liga                  | 22          | 2           | 1           | 1               | 0               | 0               | -                 | -                 | -                 | 2          | 0          | 0          | C1                             | 10                             | 0                              | 3                              | -               | -               | -               | 35    | 2     | 4     |
| 2022-2023             | Real Madrid           | Liga                  | 18          | 0           | 1           | 2               | 0               | 0               | -                 | -                 | -                 | 2          | 0          | 0          | C1                             | 5                              | 0                              | 0                              | 1               | 0               | 0               | 28    | 0     | 1     |
| 2023-2024             | Real Madrid           | Liga                  | 23          | 0           | 0           | 1               | 0               | 0               | -                 | -                 | -                 | 2          | 1          | 0          | C1                             | 11                             | 0                              | 0                              | -               | -               | -               | 37    | 1     | 0     |
| 2024-2025             | Real Madrid           | Liga                  | 14          | 0           | 1           | 3               | 0               | 0               | -                 | -                 | -                 | 2          | 0          | 0          | C1                             | 11                             | 0                              | 1                              | 1               | 0               | 0               | 31    | 0     | 2     |
| Sous-total            | Sous-total            | Sous-total            | 128         | 4           | 5           | 7               | 0               | 0               | -                 | -                 | -                 | 11         | 1          | 0          | -                              | 53                             | 1                              | 4                              | 2               | 0               | 0               | 201   | 6     | 9     |
| Total sur la carrière | Total sur la carrière | Total sur la carrière | 288         | 9           | 17          | 13              | 1               | 2               | 5                 | 0                 | 0                 | 11         | 1          | 0          | -                              | 68                             | 1                              | 5                              | 2               | 0               | 0               | 387   | 12    | 24    |

### En sélection nationale
| Saison                | Sélection             | Phases finales        | Phases finales | Phases finales | Phases finales | Éliminatoires | Éliminatoires | Éliminatoires | Ligue des nations | Ligue des nations | Ligue des nations | Matchs amicaux | Matchs amicaux | Matchs amicaux | Total | Total | Total |
| Saison                | Sélection             | Compétition           | M              | B              | Pd             | M             | B             | Pd            | M                 | B                 | Pd                | M              | B              | Pd             | M     | B     | Pd    |
| --------------------- | --------------------- | --------------------- | -------------- | -------------- | -------------- | ------------- | ------------- | ------------- | ----------------- | ----------------- | ----------------- | -------------- | -------------- | -------------- | ----- | ----- | ----- |
| 2018-2019             | France                | -                     | -              | -              | -              | 2             | 0             | 0             | -                 | -                 | -                 | 2              | 0              | 0              | 4     | 0     | 0     |
| 2020-2021             | France                | -                     | -              | -              | -              | -             | -             | -             | 3                 | 0                 | 0                 | -              | -              | -              | 3     | 0     | 0     |
| 2022-2023             | France                | -                     | -              | -              | -              | -             | -             | -             | 2                 | 0                 | 0                 | -              | -              | -              | 2     | 0     | 0     |
| 2023-2024             | France                | Euro 2024             | 0              | 0              | 0              | -             | -             | -             | -                 | -                 | -                 | 1              | 0              | 0              | 1     | 0     | 0     |
| Total sur la carrière | Total sur la carrière | Total sur la carrière | 0              | 0              | 0              | 2             | 0             | 0             | 5                 | 0                 | 0                 | 3              | 0              | 0              | 10    | 0     | 0     |

### Liste des matchs internationaux
| Matchs internationaux de Ferland Mendy | Matchs internationaux de Ferland Mendy | Matchs internationaux de Ferland Mendy             | Matchs internationaux de Ferland Mendy | Matchs internationaux de Ferland Mendy | Matchs internationaux de Ferland Mendy | Matchs internationaux de Ferland Mendy                            |
|                                        | Date                                   | Lieu                                               | Adversaire                             | Résultat                               | Compétition                            | Notes                                                             |
| -------------------------------------- | -------------------------------------- | -------------------------------------------------- | -------------------------------------- | -------------------------------------- | -------------------------------------- | ----------------------------------------------------------------- |
| 1.                                     | 20 novembre 2018                       | Stade de France, Saint-Denis, France               | Uruguay                                | 1 - 0                                  | Match amical                           | Titulaire.                                                        |
| 2.                                     | 2 juin 2019                            | Stade de la Beaujoire, Nantes, France              | Bolivie                                | 2 - 0                                  | Match amical                           | Entre en jeu à la place de Lucas Digne à la 79e minute.           |
| 3.                                     | 8 juin 2019                            | Konya Büyükşehir Belediye Stadyumu, Konya, Turquie | Turquie                                | 2 - 0                                  | Éliminatoires de l'Euro 2020           | Entre en jeu à la place de Lucas Digne à la 46e minute.           |
| 4.                                     | 11 juin 2019                           | Estadi Nacional, Andorre-la-Vieille, Andorre       | Andorre                                | 0 - 4                                  | Éliminatoires de l'Euro 2020           | Titulaire.                                                        |
| 5.                                     | 5 septembre 2020                       | Friends Arena, Solna, Suède                        | Suède                                  | 0 - 1                                  | Ligue des nations 2020-2021            | Entre en jeu à la place de Léo Dubois à la 88e minute.            |
| 6.                                     | 8 septembre 2020                       | Stade de France, Saint-Denis, France               | Croatie                                | 4 - 2                                  | Ligue des nations 2020-2021            | Titulaire.                                                        |
| 7.                                     | 14 octobre 2020                        | Stade Maksimir, Zagreb, Croatie                    | Croatie                                | 1 - 2                                  | Ligue des nations 2020-2021            | Titulaire.                                                        |
| 8.                                     | 22 septembre 2022                      | Stade de France, Saint-Denis, France               | Autriche                               | 2 - 0                                  | Ligue des nations 2022-2023            | Titulaire.                                                        |
| 9.                                     | 25 septembre 2022                      | Parken Stadium, Copenhague, Danemark               | Danemark                               | 2 - 0                                  | Ligue des nations 2022-2023            | Titulaire et remplacé par Adrien Truffert à la 65e minute de jeu. |
| 10.                                    | 9 juin 2024                            | Matmut Atlantique, Bordeaux, France                | Canada                                 | 0 - 0                                  | Match amical                           | Entre en jeu à la place de Théo Hernandez à la 46e minute de jeu. |

## Palmarès

### En club
Ferland Mendy remporte ses premiers titres sous les couleurs du Real Madrid dès sa première saison en soulevant tout d'abord la Supercoupe d'Espagne 2020 puis en étant sacré Champion d'Espagne en fin de saison. Il ne remporte cependant rien lors de sa seconde saison au club, mais remporte la Ligue des champions en 2022 en étant titulaire en finale contre Liverpool. Il est champion d'Espagne une seconde fois et remporte la Supercoupe d'Espagne cette même année. L'été suivant il remporte la Supercoupe de l'UEFA. 
Il remporte une nouvelle Ligue des champions en 2024 en étant de nouveau titulaire en finale contre le Borussia Dortmund. Cette même année, il est champion d'Espagne pour la troisième fois et remporte une troisième Supercoupe d'Espagne avant de remporter la Supercoupe de l'UEFA 2024.
| Real Madrid (10) |
| --- |
| - Ligue des champions (2) : - Vainqueur en 2022 et 2024 - Supercoupe de l'UEFA (2) : - Vainqueur en 2022 et 2024 - Championnat d'Espagne (3) : - Vainqueur en 2020, 2022 et 2024 - Vice-champion en 2021, 2023 et 2025 - Coupe d'Espagne : - Finaliste en 2025 - Supercoupe d'Espagne (3) : - Vainqueur en 2020, 2022 et 2024 - Finaliste en 2023 et 2025 |

### Distinctions individuelles
- Membre de l'équipe-type de Ligue 2 en 2017
- Membre de l'équipe-type de Ligue 1 en 2018 et en 2019
- Membre de l'équipe-type du onze d'or 2021
- Membre de l’équipe-type de la Liga en 2021 et 2022

## Style de jeu
Réputé pour son profil de latéral gauche complet, à la fois actif en attaque et capable de s'imposer défensivement dans les un contre un, Mendy est notamment cité comme l'un des meilleurs joueurs de son âge au poste de latéral gauche en 2019, alors qu'il connaît un très bon parcours en ligue des champions avec l'Olympique lyonnais ou en équipe de France. À la suite de blessures, il revient sur la saison 2023-2024 avec un profil plus défensif, s'imposant comme un des meilleurs latéraux du monde sur ce plan.Vie privée
Mendy est l’oncle du footballeur professionnel franco-bissaoguinéen Steve Ambri, évoluant au poste de milieu de terrain ou d'attaquant, qui représente la Guinée-Bissau au niveau international,. Son cousin Édouard Mendy est également un footballeur professionnel sénégalais évoluant au poste de gardien de but. Il est notamment passé au Stade rennais et au Chelsea FC, et représente le Sénégal au niveau international.

## Image publique
Au mois de novembre 2021, Mendy et son cousin Édouard se plaignent publiquement de l'utilisation de photos les représentant qui sont utilisées par certains médias afin d'illustrer des articles parlant de Benjamin Mendy, un autre footballeur homonyme, accusé de nombreux viols.
Sur sa publication Twitter en réaction à la polémique ci-dessus, le journaliste indépendant Romain Molina publie une réponse où il accuse Mendy d'exhibition sexuelle et de violence : « Totalement d'accord avec toi, c'est scandaleux, comme un gars mettant des coups de poing et de pied à une fille après lui avoir montré son sexe. » Molina dévoile ensuite sur son profil une partie de la plainte émise par une femme en janvier 2018 ne souhaitant pas nommer son agresseur par peur de représailles. Elle raconte que l'homme, alcoolisé, a baissé son pantalon devant elle pour agiter son sexe alors qu'ils étaient dans un hôtel. En réaction, l'une de ses amies s'est alors emportée contre lui et l'individu a réagi violemment en la prenant à la gorge puis en lui assénant plusieurs coups de poing et un coup de pied au visage. L'extrait de la plainte révèle que le joueur continue de frapper alors que son vis-à-vis est au sol et qu'il est ceinturé par un ami. Mendy ne réagit pas à ces accusations.